# 飛行教導隊
飛行教導隊（ひこうきょうどうたい）は、三重県伊勢市の陸上自衛隊明野駐屯地に所在する陸上自衛隊航空学校隷下の教導部隊である。静岡県御殿場市の陸上自衛隊滝ヶ原駐屯地に富士飛行班を配置している。

## 概要
陸上自衛隊航空学校および富士学校を支援し、航空学校における操縦教育、富士学校における幹部教育や各種研究、富士総合火力演習の航空支援等をヘリコプターをもって支援するという任務をもつ。
明野駐屯地（航空学校明野本校）に本部を置き、滝ヶ原駐屯地に「富士飛行班」を配置する。富士飛行班は3機の「UH-1J」により編成されている。
装備航空機は固定翼機のL-19から、回転翼機のH-13、OH-6、OH-1へと移行し、現在は多用途ヘリコプター「UH-1J」を装備している。

## 沿革
富士学校航空班
- 1955年（昭和30年）6月20日：富士学校隷下に富士学校航空班（富士駐屯地）を設置。
- 1960年（昭和35年）3月24日：富士学校航空班が滝ヶ原分屯地に移駐[3][出典無効]。

東部方面航空隊富士飛行班
- 1962年（昭和37年）1月18日：富士学校航空班が東部方面航空隊に編入され、東部方面航空隊富士飛行班（滝ヶ原駐屯地）に改編。

教育支援飛行隊
- 1977年（昭和52年）3月25日：航空学校隷下に教育支援飛行隊が明野駐屯地に新編され、隷下に富士飛行班（滝ヶ原駐屯地）を編合。

飛行教導隊
- 2019年（平成31年）3月26日：陸上自衛隊部隊改編により、教育支援飛行隊（明野駐屯地）を廃止し、飛行教導隊に改編[4]。

## 部隊編成
- 飛行教導隊本部
- 飛行班
- 整備班
- 通信班
- 富士飛行班[2]（滝ヶ原駐屯地）
  - 本部分隊
  - 通信分隊
  - 整備分隊